# Hepeng (socken i Kina, Hunan)
Hepeng (kinesiska: 河蓬, 河蓬乡) är en socken i Kina. Den ligger i provinsen Hunan, i den södra delen av landet, omkring 290 kilometer väster om provinshuvudstaden Changsha. Antalet invånare är 5452. Befolkningen består av 2 592 kvinnor och 2 860 män. Barn under 15 år utgör 15,0 %, vuxna 15-64 år 72 %, och äldre över 65 år 11,0 %.
Genomsnittlig årsnederbörd är 1 975 millimeter. Den regnigaste månaden är maj, med i genomsnitt 366 mm nederbörd, och den torraste är januari, med 43 mm nederbörd.